# Claude Lafortune
Claude Lafortune (Montreal, 5 de julio de 1936 - Longueuil, 19 de abril de 2020) fue un escultor,  artista de papel, decorador de escenarios y personalidad televisiva canadiense. 

## Biografía
Graduado de la Escuela de Bellas Artes de Montreal, colaboró en diferentes proyectos de diseño gráfico antes de ser conocido por su arte en papel. 
Tenía una exposición dedicada a su trabajo de arte en papel, titulado Colle, papier, ciseaux, en el Museo de las culturas del mundo en Nicolet, Quebec. Ha expuesto en Longueuil, Montreal, Terrebonne, Salaberry-de-Valleyfield, Lachine, Chicoutimi, Bonaventure, La Malbaie y Nuevo Brunswick.
Murió  a los 83 años en el hospital de Longueuil, Quebec, donde fue ingresado debido a una neumonía. Se contagió del SARS-CoV-2 en el mismo hospital, falleciendo a causa de la enfermedad COVID-19 durante la pandemia de coronavirus 2020 en Quebec.

## Premios
- Decoración del Prix du meilleur en el Festival d'Art Dramatique de Montréal (1965)[7]
- Premio Alvine-Bélisle (1977-1978)
- Prix de littérature de jeunesse del Consejo de Canadá (1977)
- Premio Anik de la Canadian Broadcasting Corporation (1978)
- Premio de la Asociación Internacional de Artesanos de la Imprenta (1982)
- Premio de la Association Nationale des téléspectateurs (1982)
- Premio de reconocimiento de la Oficina de comunicaciones sociales para el conjunto de la obra de una persona a la televisión religiosa (1988)
- Premio de excelencia de la alianza para el niño y la televisión (1992)
- Premio Gémeaux de la Academia de Cine y Televisión Canadiense (1994)
- Prix spécial de l'Alliance pour l'enfant et la télévision pour le couronnement d'une carrière (1995)
- Premio Paul-Blouin de Ici Radio-Canada Télé (2000)
- Trophée le Masque, La très belle histoire de Noël (2002)
- Premio Citoyen d'exception de la ciudad de Longueuil (2016)
- Docteur honoris causa de la Université du Québec à Montréal[8][2]
- Medalla de oro del teniente gobernador de Quebec (2018)

## Apariciones en programas de televisión
- La Ribouldingue (1968–1971)
- Sol et Gobelet (1968–1971)[9]
- Du soleil à cinq cents (1973–1976)
- L'Évangile en paper (1975–1976)
- La Bible en papier (1976–1977)
- Es-tu d'accord? (1976–1977)
- L'Église en papier (1977–1978)
- Québékio (since 1980)
- La souris verte
- Nicole et Pierre (1986–1988)
- Parcelles de soleil (1988–2000)

## Apariciones en cine
IXE-13

## Apariciones en teatro
- Naïves Hirondelles (1965)
- Ballade pour un Révolutionnaire (1965)
- La grosse tête (1969)
- La très belle histoire de Noël (2001–2006)
- Don Quichotte (2009)